# Anatoli Roșcin
Anatoli Roșcin (n. 10 martie 1932, Gaverdovo⁠(d), Q18405162⁠(d), RSFS Rusă, URSS – d. 5 ianuarie 2016, Sankt Petersburg, Rusia) a fost un luptător sovietic, medaliat olimpic. A participat la 3 ediții ale Jocurilor Olimpice (1964, 1968, 1972) în care a câștigat o medalie de aur și două medalii de argint.